# Pyrus pyrifolia
Il nashi (梨?) o pero giapponese (nome scientifico Pyrus pyrifolia (Burm.f.) Nakai, 1926) è un albero da frutto appartenente alla famiglia delle Rosacee, il cui frutto è comunemente conosciuto anche come pera-mela o pera asiatica. È originario dell'estremo oriente, dove è coltivato da molti secoli.

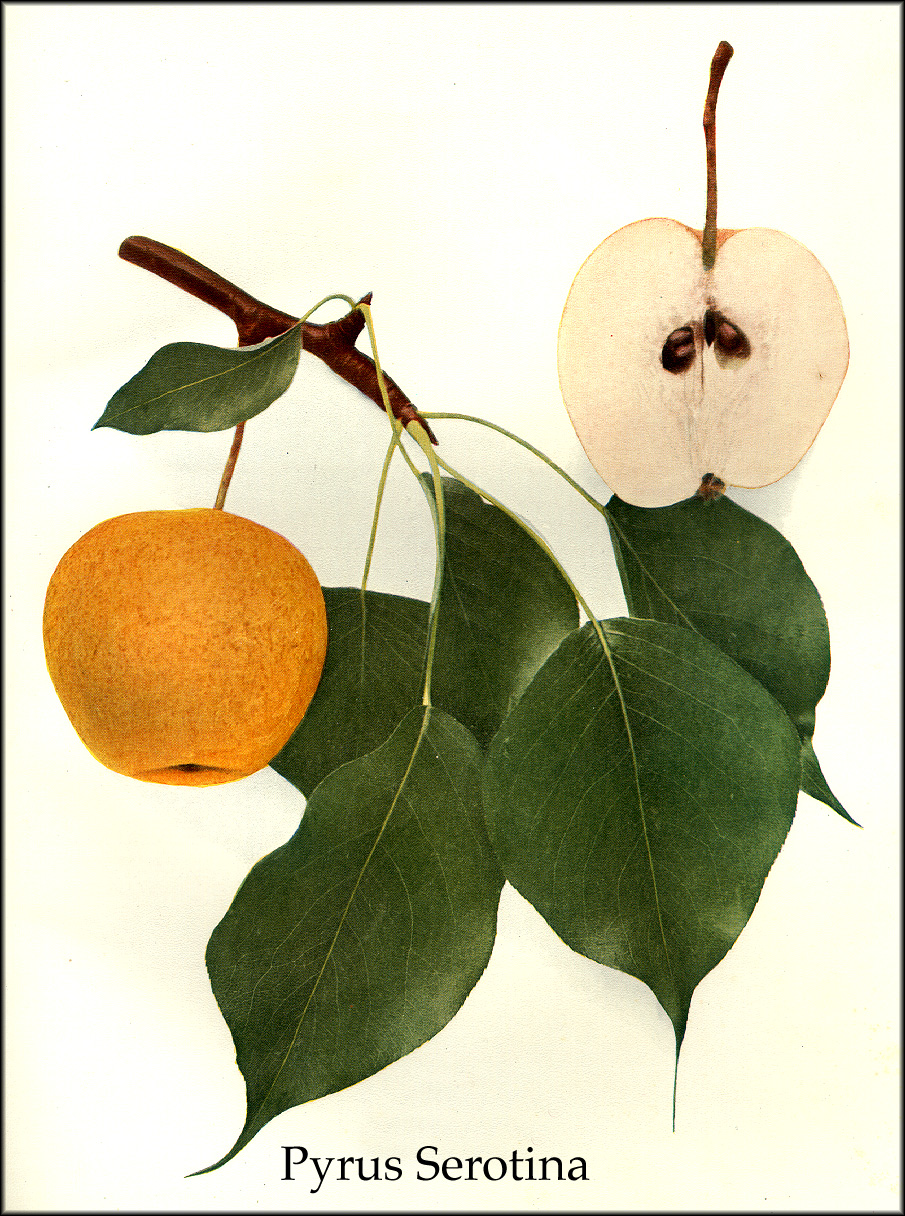
Illustrazione botanica di Pyrus pyrifolia

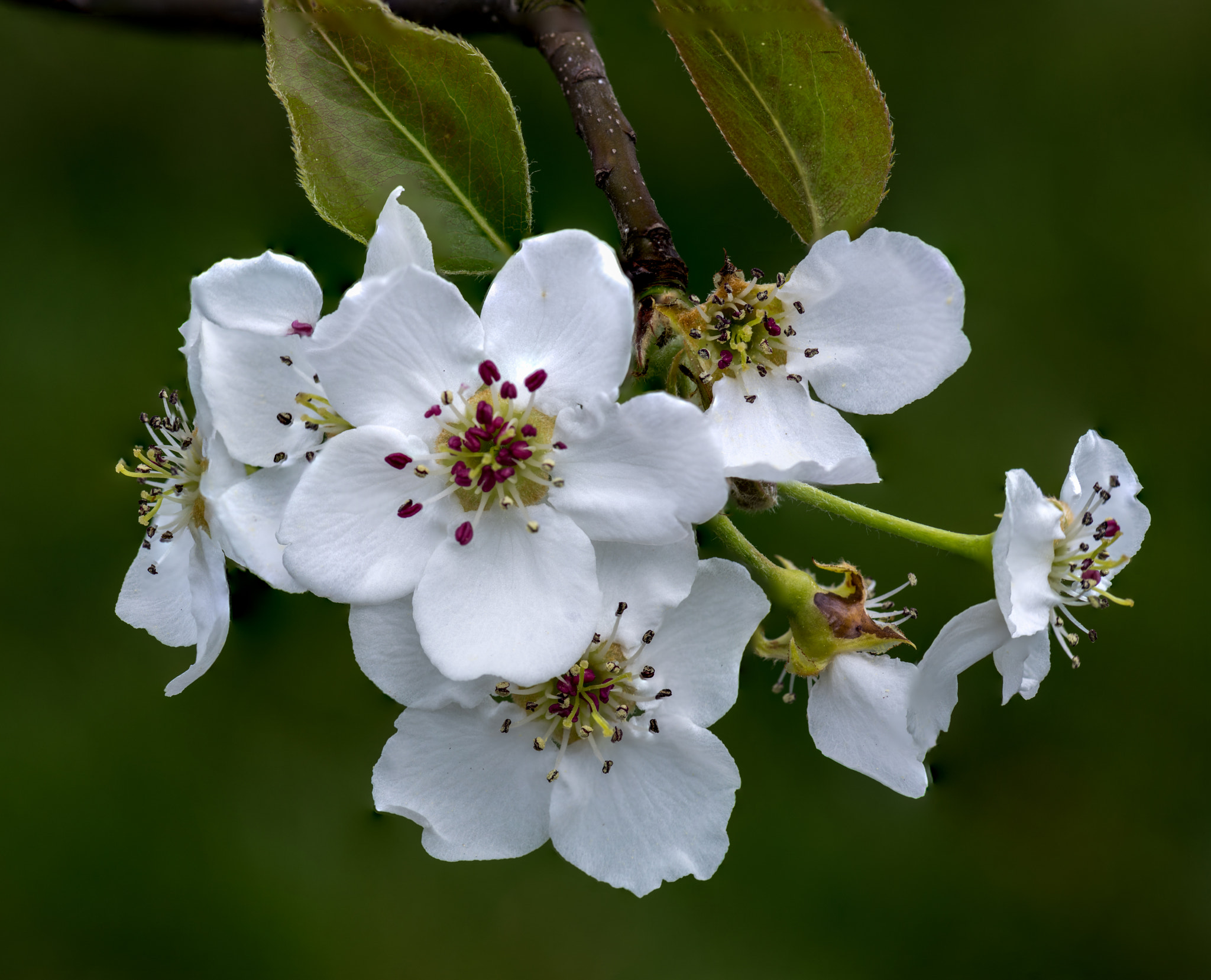
Fiori di nashi

## Storia
Il nashi è originario delle zone a clima temperato e subtropicale della Cina centrale (dove è chiamato "li", mentre il termine "nashi" è di origine giapponese e significa "pera"). In Cina era coltivato e consumato già circa 3000 anni fa: nel I secolo a.C., ai tempi della dinastia Han, esistevano infatti ampie coltivazioni di nashi lungo le rive del Fiume Giallo e del fiume Huai. Venne introdotto in Giappone e Corea in tempi remoti e la sua presenza fa ormai parte della tradizione e del paesaggio di questi paesi.
Nel XIX secolo, durante il periodo della corsa all'oro, il nashi, denominato poi "pera asiatica", fu introdotto in America dai minatori cinesi, i quali cominciarono a coltivare questa specie lungo i fiumi della Sierra Nevada (Stati Uniti d'America). Sul finire dell'800, è iniziata la sua coltivazione anche in Europa.
L'interesse da parte di produttori e consumatori, dapprima notevole nel secondo dopoguerra, è andato via via diminuendo nel corso dei decenni successivi, tanto che oggi è considerato una coltivazione marginale ed il consumo in Italia è molto limitato. Il nashi è attualmente catalogato nei frutti dimenticati, minori o antichi della tradizione agraria italiana.

## Descrizione
Il nashi è un piccolo albero o arbusto a foglia caduca alto 4–5 m, a crescita molto lenta. Le foglie, cuoriformi-allungate, sono più grandi, più coriacee e con il margine dentato più profondo di quelle del pero europeo. In autunno assumono un colore giallo-aranciato. I fiori sono di colore bianco e anch'essi più grandi di quelli di Pyrus communis. La fioritura avviene nel mese di aprile.
Il frutto, dotato di un lungo peduncolo, ha forma sferica leggermente appiattita (simile ad una mela) ed è botanicamente un pomo. Presenta polpa dolce e profumata a bassa o inesistente acidità, compatta, succosa e croccante, simile a quella delle mele ma col sapore di pera (da cui il nome improprio di "pera-mela").
La buccia è liscia o leggermente ruvida, di colore da dorato-bronzato a giallo-verde, differente a seconda delle varietà. Può presentare una minima rugginosità diffusa. Il periodo di raccolta varia tra agosto e settembre.

## Distribuzione e habitat
Il nashi selvatico è originario delle zone a clima temperato e subtropicale della Cina centro-meridionale e dell'Indocina settentrionale.

## Proprietà
Il frutto del pero nashi è piuttosto noto per l'abbondante presenza di sali minerali e di magnesio, noto per ridurre la stanchezza e la fatica.

## Coltivazione
Albero abbastanza rustico e resistente, tollera le intemperie e in particolare il freddo dei mesi invernali, mentre soffre le brinate tardive che possono provocare danni se queste avvengono durante la fioritura. Teme la siccità prolungata e richiede irrigazioni se il suolo diviene eccessivamente asciutto durante il periodo vegetativo.
Predilige terreni leggeri, fertili, di medio impasto o tendenti al sabbioso, con pH neutro (7) poiché non tollera la carenza di magnesio (dilavato per eccesso di acidità), così come condizioni asfittiche argillose e clorosanti dovute al calcare. Soffre la presenza della carpocapsa e quindi va trattato per questa patologia nei periodi opportuni. Pomacea moltiplicata solitamente per innesto, per affinità si può innestare facilmente sul pero europeo e viceversa.
In Italia il nashi viene coltivato marginalmente (aree pericole dell'Emilia-Romagna e del Veneto). La commercializzazione del prodotto italiano si estende fino a dicembre. La Cina è tuttora il principale produttore di nashi al mondo, con una produzione annua che si aggira intorno a 1 000 000 t. Il secondo produttore mondiale è il Giappone con 500 000 tonnellate; seguono la Corea del Sud (50 000 t), la Nuova Zelanda (10 000 t) e gli Stati Uniti (5 000 t).

## Cultivar
Esistono diverse cultivar, le cui più importanti sono di origine giapponese e cinese. Le cultivar si differenziano per la forma, il colore, l'epoca di maturazione e la dimensione del frutto.
Di seguito si riportano le varietà più diffuse con il paese di provenienza e l'anno di selezione: 
- Chojuro (Giappone, 1893)
- Nijisseiki (Giappone, 1898)
- Niitaka (Giappone, 1927)
- Shinko (Giappone, 1941)
- Kosui (Giappone, 1959)
- Hosui (Giappone, 1972)

altre varietà minori: Shinseiki; Shimseiki e Tama.
Le più pregiate in assoluto sono quelle a buccia bianco-crema sottile, sovente rivestita di una leggera puntinatura lentigginosa di piccoli gruppi di cellule sclerificate dal colore più scuro.

## Immagini di alcune varietà
Quasi tutte le varietà di nashi sono autosterili: per garantire una corretta fruttificazione occorre quindi avere presenti in coltura almeno due varietà diverse da cui ottenere l'impollinazione incrociata dei fiori. Poche varietà sono parzialmente autofertili, ma anche quest'ultime si avvantaggiano dell'impollinazione incrociata per ottenere rese produttive maggiori.

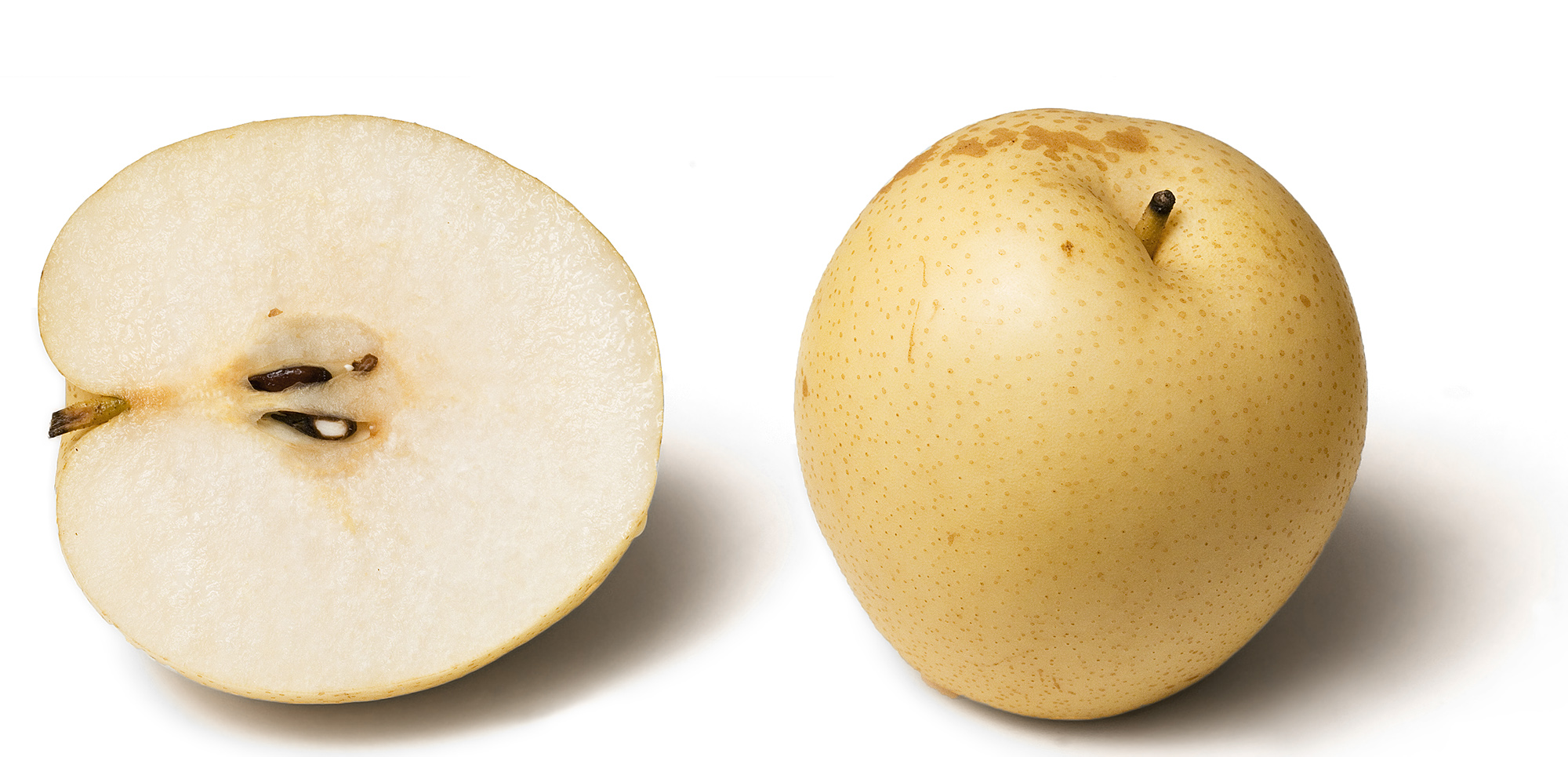
Nashi bianco (frutto intero e in sezione)
Varietà Kosui
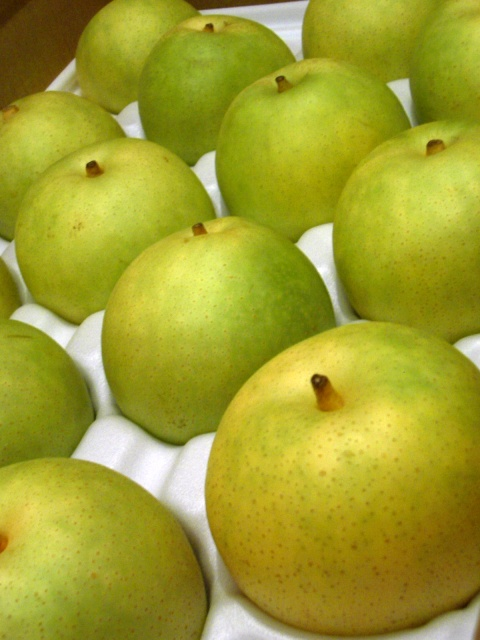
Varietà Nijisseiki
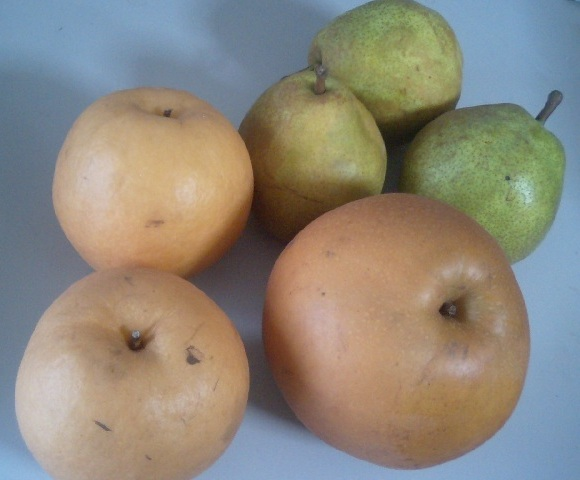
Varietà Shinko (le due a sinistra), Niitaka (dietro, in primo piano) e pera europea (dietro, sullo sfondo)
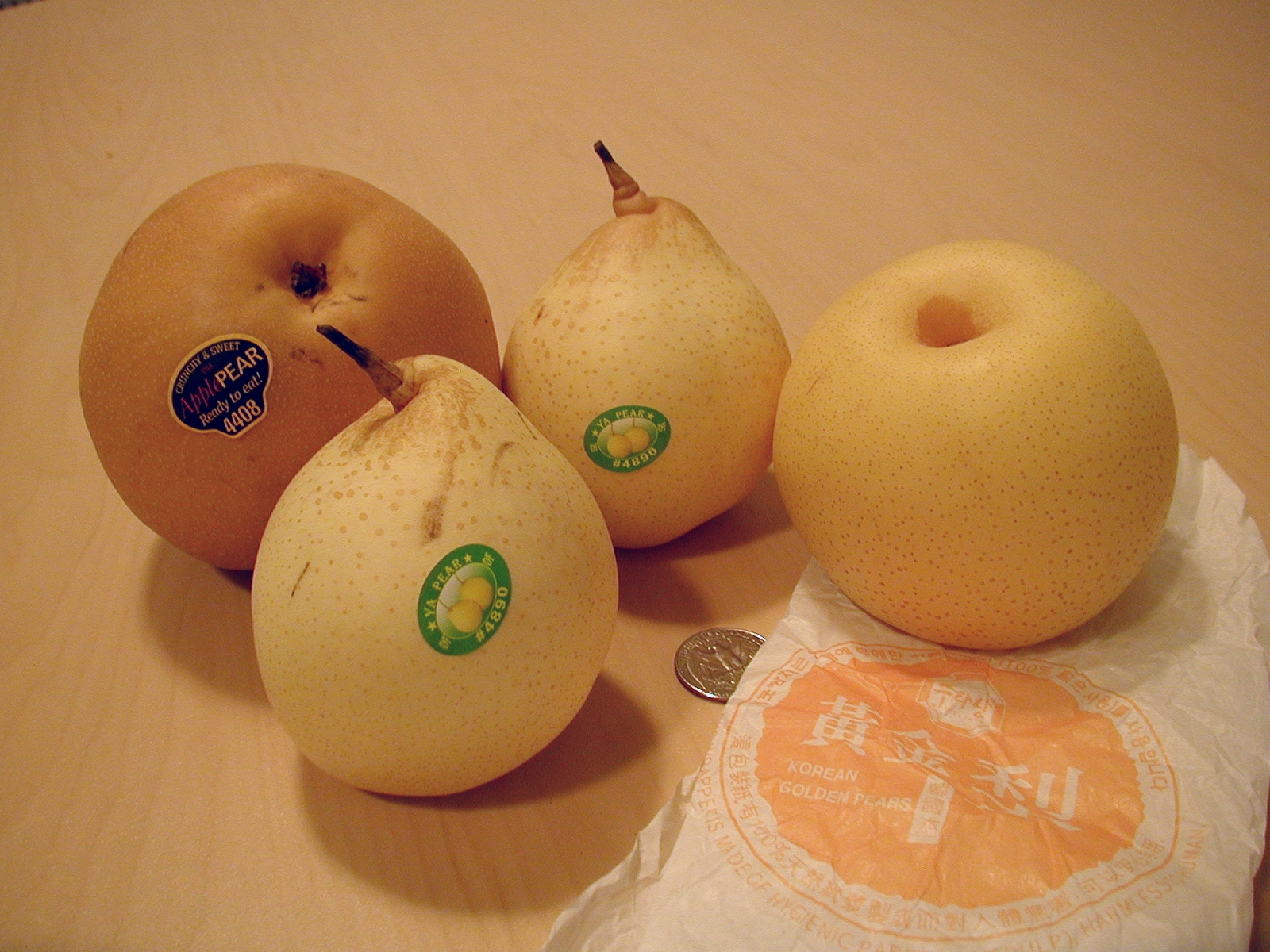
Varietà Shinko (estrema sinistra), Pera bianca cinese (molto pregiata, al centro) e Whangkeum (molto pregiata, dietro)